# Syndroom van Dravet
Het syndroom van Dravet is een zeldzame genetische aandoening waarbij patiënten, vaak al op zeer jonge leeftijd, epileptische aanvallen krijgen, die vaak worden uitgelokt door hoge temperaturen of koorts. Het syndroom werd in 1989 vernoemd naar Charlotte Dravet, een Franse kinderarts die het in 1978 voor het eerst beschreef.

## Kenmerken en symptomen
Het syndroom van Dravet wordt gekenmerkt door vele epileptische aanvallen, vaak ten gevolge van koorts, die beginnen in het eerste levensjaar, rond de 6 maanden. Later ontwikkelen zich andere soorten insulten, zoals myoclonische aanvallen, psychomotorische vertraging en ataxie. De epileptische insulten worden erger naarmate de patiënt ouder wordt. Verder wordt het syndroom gekenmerkt door cognitieve beperkingen, gedragsstoornissen en bewegingsstoornissen. De gedragsstoornissen bestaan meestal uit hyperactiviteit en impulsiviteit en, in uitzonderlijke gevallen, autisme-achtig gedrag. Kinderen met het syndroom van Dravet lopen vaak achter op leeftijdgenoten op het gebied van taalontwikkeling en bewegingsvaardigheden. Ze hebben ook vaak last van slaapstoornissen, zoals slaperigheid en slapeloosheid. Daarnaast hebben ze vaak last van chronische infecties, groei- en evenwichtsstoornissen. Hierdoor vergen zij continue zorg.

## Oorzaken
De genmutaties die worden gezien bij het syndroom van Dravet zijn meestal niet erfelijk en treden dus spontaan op. In 70% tot 90% van de gevallen wordt het syndroom van Dravet veroorzaakt door een mutatie in het gen SCN1A, waardoor het eiwit niet langer functioneel is.

## Diagnose
Volgens de Amerikaanse Dravet Syndrome Foundation, moet iemand aan de volgende kenmerken voldoen om de diagnose van het syndroom van Dravet te kunnen stellen:
- Opkomst van insulten in het eerste levensjaar in een verder gezonde baby
- Eerste insulten zijn vaak langdurig en gegeneraliseerd (hele hersenen) of unilateraal (één hersenhelft)
- Aanwezigheid van andere soorten insulten (zoals myoclonische insulten)
- Insulten zijn geassocieerd met koorts door ziekte of vaccinatie
- Insulten worden veroorzaakt door langdurige blootstelling aan hoge temperaturen
- Insulten ten gevolge van fel licht of bepaalde visuele patronen
- Oorspronkelijk normale EEGs en later EEG's met o.a. vertraging
- Oorspronkelijk normale ontwikkeling, maar binnen de eerste paar levensjaren vertraagde ontwikkeling
- Een zekere mate van hypotonie (verminderde spanning in de spieren)
- Instabiele loopgang en evenwichtsstoornissen
- Naar buiten draaiing van de enkel en platvoeten en/of ontwikkeling van een loopgang in hurkhouding naarmate de patiënt ouder wordt.

## Behandeling
Behandeling gebeurt doorgaans met anti-epileptica, al zijn de epileptische aanvallen vaak medicatieresistent.

## Epidemiologie
Het syndroom van Dravet komt naar schatting bij 1 op de 20.000–40.000 baby's voor.